# Square Pegs
Square Pegs est une série télévisée américaine en 20 épisodes de 22 minutes créée par Anne Beatts et diffusée entre le 27 septembre 1982 et le 7 mars 1983 sur CBS.
En France, seul le premier épisode a été diffusé le 5 juin 2009 sur Série Club dans les Screenings 2009.

## Synopsis
Cette série met en scène une bande d'adolescents fréquentant le lycée Weemawee et s'intéresse particulièrement à deux amies, Patty Greene et Lauren Hutchinson, qui souhaitent par-dessus tout devenir populaires...

## Distribution
- Sarah Jessica Parker : Patty Greene
- Amy Linker : Lauren Hutchinson
- John Femia : Marshall Blechtman
- Merritt Butrick : Johnny « Slash » Ulasewicz
- Tracy Nelson : Jennifer DeNuccio
- Claudette Wells : LaDonna Fredericks
- Jon Calir : Vinnie Pasetta
- Jami Gertz : Muffy Tepperman

## Épisodes
1. Titre français inconnu (Pilot)
2. Titre français inconnu (A Cafeteria Line)
3. Titre français inconnu (Pac Man Fever)
4. Titre français inconnu (Square Pigskins)
5. Titre français inconnu (Halloween XII)
6. Titre français inconnu (A Simple Attachment)
7. Titre français inconnu (Weemaweegate)
8. Titre français inconnu (Open 24 Hours)
9. Titre français inconnu (Muffy's Bat Mitzvah)
10. Titre français inconnu (Hardly Working)
11. Titre français inconnu (A Child's Christmas in Weemawee [1/2])
12. Titre français inconnu (A Child's Christmas in Weemawee [2/2])
13. Titre français inconnu (It's All How You See Things)
14. Titre français inconnu (Merry Pranksters)
15. Titre français inconnu (It's Academical)
16. Titre français inconnu (The Stepanowicz Papers)
17. Titre français inconnu (To Serve Weemawee All My Days)
18. Titre français inconnu (No Substitutions)
19. Titre français inconnu (No Joy in Weemawee)
20. Titre français inconnu (The Arrangement)